# 연방식품농업부 (독일)
연방식품농업부(독일어: Bundesministerium für Ernährung und Landwirtschaft, BMEL, 영어: Federal Ministry of Food and Agriculture)는 독일연방공화국의 연방내각 조직이다. 본에 본청이 있으며 베를린에 제2청이 있다. 1949년부터 2001년까지 연방식품농림부였다가 2001년부터 연방식품농업소비자보호부로 개편되었다. 2013년에 소비자보호 부문을 법무부에 이관하고 현재의 조직이 되었다.